# 細胞 (期刊)
《细胞》為一份同行評審科學期刊，主要发表生命科學領域中的最新研究發現。《細胞》刊登过许多重大的生命科学研究进展，与《自然》和《科学》并列，是全世界最权威的学术杂志之一。其2010年的影響因子為32.401，高於《科学》的影響因子（31.364），接近《自然》的影響因子（36.101），表明它所刊登的文章廣受引用。自2005年起，《細胞》採用延遲開放取用的出版方式。所有發表於《細胞》的論文在發表12個月後均可免費線上閱讀。自1995年以來的論文均可在線閱讀。
2007年9月7日出版的雜誌封面刊登了漫畫家荒木飛呂彥的插圖，該插圖是對一位曾在雜誌上發表的日本研究人員的研究成果進行可視化呈現，吸引了不同於雜誌常規讀者群的關注。
《細胞》是由愛思唯爾（Elsevier）出版公司旗下的細胞出版社（Cell Press）發行。

## 《细胞》期刊家族
从20世紀末开始，細胞出版社在《细胞》之后陆续推出一系列学术期刊，包括：
- Neuron
  - 1988年創刊。神經科學。
- Molecular Cell
  - 1997年創刊。細胞生物学、分子生物学。
- Developmental Cell
  - 2001年創刊。发育生物学。
- Cancer Cell
  - 2002年創刊。癌症领域。
- Cell Metabolism
  - 2005年創刊。代謝領域。
- Cell Host & Microbe
  - 2007年創刊。感染症領域、微生物学。
- Cell Stem Cell
  - 2007年創刊。幹細胞領域、再生医学。
- Cell Reports
  - 2012年創刊。全部生命科學領域, 細胞出版社所出刊的第一份開放獲取期刊。

## 外部連結
- 《细胞》 （页面存档备份，存于）网站主页